# Banco emisor
Un banco emisor es un banco que ofrece tarjetas de pago con la marca de la asociación de tarjetas directamente a los consumidores. Estas pueden ser tarjetas de crédito, tarjetas de débito, tarjetas prepagas o dispositivos sin contacto, entre otros. El nombre se deriva de la práctica de emitir tarjetas a un consumidor.

## Detalles
Un banco emisor es parte del modelo de pagos de 4 partes. Es el banco del consumidor y es responsable de pagar al banco del comerciante los bienes y servicios que compra el consumidor. Emite la tarjeta de pago y mantiene la cuenta con el consumidor (como una cuenta de tarjeta de crédito o una cuenta corriente para una tarjeta de débito). El modelo de 4 partes consta de:
1. Consumidor (también llamado titular de la tarjeta o tarjetahabiente): realiza compras y se compromete a pagar al banco emisor por ellas.
2. Banco emisor (también llamado emisor): el banco del consumidor. Transfiere dinero para compras al banco adquirente. Es responsable de las compras realizadas por el consumidor si el consumidor no paga.
3. Banco adquirente (también llamado adquirente): el banco del comerciante. Acepta dinero para compras. Es responsable de los cargos realizados por el comerciante si no proporciona los bienes o servicios adquiridos.
4. Comerciante: Vende bienes y servicios y acepta tarjetas de crédito, débito o prepagas como promesa de pago.

El banco emisor asume la responsabilidad de la capacidad del consumidor para pagar las deudas en las que incurra con su tarjeta. En el caso de las tarjetas de crédito, esto incluye extender crédito para realizar estas compras. En el caso de las tarjetas de débito, esto incluye debitar fondos de cuentas bancarias, como cuentas corrientes.
En el caso de las tarjetas de crédito, el banco emisor extiende una línea de crédito al consumidor. La responsabilidad por falta de pago es compartida por el banco emisor y el banco adquirente, de acuerdo con las reglas establecidas por la marca de la asociación de tarjetas.

## Tipos clave de riesgo para los bancos emisores
Existen algunos tipos principales de riesgo para los bancos emisores, principalmente con respecto a si las transacciones aprobadas serán pagadas por un titular legítimo de la tarjeta.
1. Fraude de cuenta: Cuando una persona ficticia abre una cuenta o con una identidad robada. El titular de la tarjeta hace muchas compras pero luego desaparece sin pagar.
2. Fraude de transacción:[5] Cuando se realiza un cargo fraudulento a una cuenta legítima, como en el caso de Fraude de tarjeta de crédito a través de un número de tarjeta robado. Con el lanzamiento de las tarjetas con chip EMV en EE. UU., Gran parte de este fraude se ha trasladado a las transacciones en línea. Dado que el titular de la tarjeta no es responsable de los cargos fraudulentos, el emisor es responsable de pagar los cargos.
3. Riesgo de crédito: Cuando al otorgar crédito (o en el caso de tarjetas de débito, privilegios de sobregiro), un emisor debe poder evaluar la probabilidad de que se le reembolse el monto del crédito otorgado. Como tal, la asignación de límites de crédito y los pronósticos de morosidad en los pagos son fundamentales para su rentabilidad.

## Estadísticas
Al 31 de diciembre de 2017, había 20,48 mil millones de tarjetas de crédito, débito y prepagos en circulación en todo el mundo. En 2018, había 6,958 mil millones de tarjetas de pago, incluidas 1,122 mil millones de tarjetas de crédito, en los Estados Unidos.